# Somin
Somin [ˈsɔmin] (tiếng Đức: Sommin) là một ngôi làng thuộc khu hành chính của Gmina Nowogródek Pomorski, thuộc quận Myślibórz, West Pomeranian Voivodeship, ở phía tây bắc Ba Lan. Nó nằm khoảng 5 kilômét (3 mi)   về phía nam của Nowogródek Pomorski, 12 km (7 mi) về phía đông nam Mylibórz và 67 km (42 mi) về phía đông nam của thủ đô khu vực Szczecin.
Trước năm 1945, khu vực này là một phần của Đức. Đối với lịch sử của khu vực, xem Lịch sử của Pomerania.
Làng có dân số 20 người.